# Menšinový stres
Menšinový stres popisuje chronickou formu sociálně založeného stresu, kterému čelí společensky stigmatizované osoby (např. LGBT+ lidé či etnické menšiny). 
Nejčastěji se lze setkat s tříděním menšinových stresorů od vnějších (vzdálených) stresorů, mezi něž patří různé objektivní události a podmínky (chybějící či stigmatizující legislativa, diskriminace, násilí, šikana atd.), až po individuální (blízké) stresory, které závisejí na subjektivním vnímání a zhodnocení osobou (např. strach z nepřijetí, zvnitřnění norem), na kterou příslušný stresor působí. Tato kategorizace byla inspirována prací Lazaruse a Folkmanové (1984). Obě skupiny však nelze jednoznačně oddělovat. Všechny menšinové stresory lze rovněž dělit do tří úrovní:
- systémové či strukturální (např. diskriminační či chybějící legislativa),
- interpersonální (např. šikana, obtěžování),
- individuální (např. strach z nepřijetí).

## Původ teorie a definice
Teorii menšinového stresu, jako teoretický rámec, poprvé představila Virginie Rae Brooks, později známá jako Winn Kelly Brooks ve své disertační práci, za kterou v roce 1977 získala doktorát v oboru sociální práce na Kalifornské univerzitě v Berkeley. Později vydala též knihu Minority Stress and Lesbian Women (1981). Navzdory těmto skutečnostem bývají její pionýrské zásluhy přehlíženy a nejčastěji je za původního autora teorie menšinového stresu pokládá psychiatrický epidemiolog Ilan Meyer, jehož definice bývají nejčastěji citovány. Ilan Meyer definoval menšinový stres jako „nadbytečný stres, kterému jsou jednotlivci ze stigmatizovaných skupin vystaveni v důsledku své, často menšinové pozice.“
V Česku představil problematiku menšinového stresu poprvé Michal Pitoňák v rámci svého výzkumu duševního zdraví neheterosexuálních lidí a definoval jej jako „stres, který působí nad rámec běžných typů stresu, s nimiž se setkávají všichni lidé. Je typicky chronický, sociálně založený a relativně stabilní v čase a představuje soubor rozmanitých stresorů a faktorů, které mohou negativně ovlivňovat duševní zdraví neheterosexuálních lidí.“ Jelikož mohou být důsledky tohoto typu stresu značné (např. zneužívání návykových látek, sebevražednost), není vhodné jej označovat termínem minoritní stres, který by mohl konotovat nižší závažnost jeho působení.

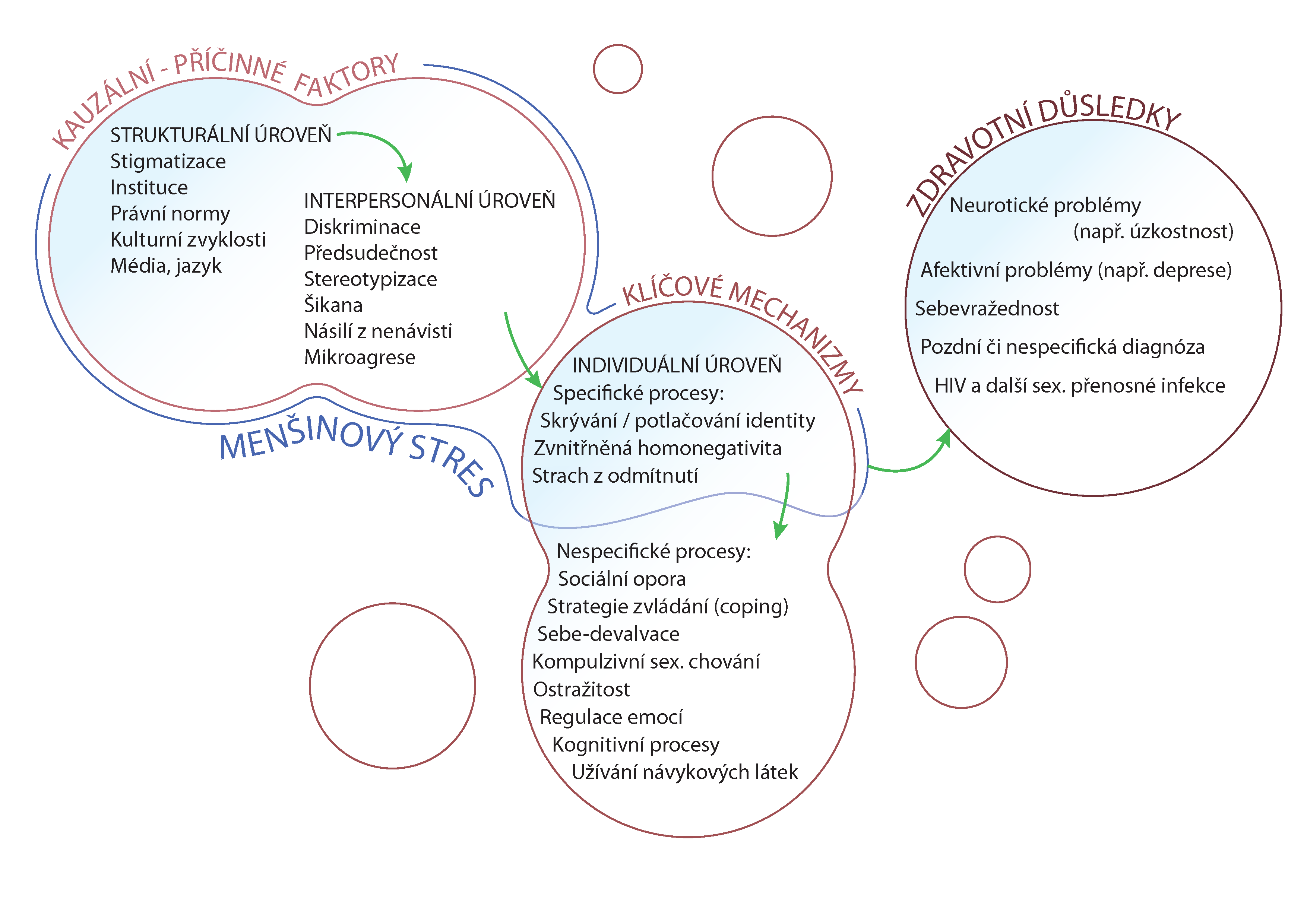
Schéma působení menšinového stresu

## Menšinový stres neheterosexuálních lidí
Teorie menšinového stresu v současnosti poskytuje asi nejrozpracovanější vysvětlující rámec, díky němuž můžeme rozumět konkrétním procesům, které přispívají k větší socio-psychologické zátěži neheterosexuálních a genderově rozmanitých lidí. Metodologicky precizní studie zaměřené na porovnání stavu duševního zdraví heterosexuálních a neheterosexuálních lidí již od 90. let 20. století stabilně přinášejí důkazy o tom, že se neheterosexuální lidé častěji potýkají s depresí, úzkostnými problémy, užíváním nelegálních drog a několikanásobně častěji páchají sebevraždy. Všechny tyto studie ale zdůrazňují, že tyto rozdíly v duševním zdraví nejsou zapříčiněny samotnou neheterosexualitou, ale právě faktory, které souvisejí se stigmatizací této menšiny ve společnosti a které lze souhrnně pojmenovávat jako menšinový stres. 

### Vnější menšinové stresory
Patří mezi nejsnáze pozorovatelné menšinové stresory a nejčastěji se jedná o různé formy diskriminace včetně obtěžování, tedy různých formy interpersonálního chování a jednání, které je motivované sexuální orientací nebo genderovou identitou osoby, vůči níž je namířené. Ze studie Být LGBT+ v Česku, vydané kanceláří veřejného ochránce práv (VOP), vyplynulo, že s nějakou formou diskriminace mělo zkušenost 38 % respondentů a s nějakou formou obtěžování 55 % respondentů. Ze studie rovněž vyplynulo, že ačkoliv tyto události mohou mít i vážnější podobu včetně tzv. násilí z nenávisti, sexuálního zneužívání či homofobní a transfobní šikany, která je stále poměrně značně rozšířená, naprostá většina (91 %) dotázaných ve studii VOP případy diskriminace nenahlásila. Dle nedávných výsledků druhé vlny studie EU-LGBTI-II, uspořádané Agenturou Evropské unie pro základní práva (FRA), se v prostředí školy s nějakými negativními komentáři nebo špatným zacházením namířeným vůči LGBTI+ lidem v Česku setkalo vždy 8 %, často 34 % a vzácně 39 % dotázaných.
Specifickou podskupinou vnějších stresorů, které jsou někdy zařazovány mezi strukturální menšinové stresory nebo pojmenovány jako strukturální (někdy též systémová) stigmatizace, jsou zejména právní a kulturní normy, jež můžeme rovněž relativně snadno objektivně posuzovat. Může se jednat o zákony omezující legalitu sexuálních aktivit mezi osobami stejného pohlaví (v Česku byla např. věková hranice pro konsensuální styk osob stejného pohlaví srovnána na úroveň hranice pro styk osob různého pohlaví vyrovnána v roce 1990), legislativu poskytující ochranu před diskriminací, ale rovněž přítomnost nebo nepřítomnost zákonných omezení pro soužití párů stejného pohlaví či právní uznání rodin tvořených páry stejného pohlaví (více v samostatném článku LGBT práva v Česku). V současnosti dochází k relativně rychlému rozvoji ukazatelů, kterými je možné míru strukturální stigmatizace LGBT+ lidí mezinárodně srovnávat. Jedním ze zajímavých nástrojů je například LGBT Global Acceptance Index, podle kterého se Česko mezi lety 2000–2003 umístilo na 16. příčce ze 174 zemí, v období 2014–2017 na 36. příčce a v zatím posledním sledovaném období 2017–2020 již na 38. příčce. V souvislosti s menšinovým stresem a duševním zdravím neheterosexuálních lidí Pitoňák zmiňuje výsledky z recenzovaných longitudinálních výzkumů, které potvrdily např. souvislosti mezi zpřístupněním manželství pro páry stejného pohlaví a snížením sebevražednosti u středoškoláků v USA či snížení rozdílu ve výskytu psychologického distresu mezi heterosexuálními a neheterosexuálními lidmi ve Švédsku.

### Vnitřní subjektivní menšinové stresory
Vnitřní menšinové stresory představují soubor procesů, které vždy do jisté míry závisejí na osobnosti jednotlivců a jejich subjektivním zhodnocení. Působení vnitřních subjektivních stresorů je úzce spjato s řadou nespecifických i specifických psychologických procesů, které pak souhrnně ovlivňují celkovou míru vnímané stresovosti a negativní psychologický (např. úzkostnost, deprese) či sociální dopad (např. sociální izolace) příslušného procesu. Z nejprozkoumanějších vnitřních menšinových stresorů jsou nejlépe popsané tři komplexní procesy:
- strach z odmítnutí či citlivost na nepřijetí,
- skrývání či vyjednávání sexuální či genderové identity (souvisí s procesem coming outu),
- internalizovaná / zvnitřněná homonegativita (často též méně přesně homofobie)